# MIDNIGHT SHELTER
MIDNIGHT SHELTER（ミッドナイト・シェルター）は、FMヨコハマにて毎週木曜日の深夜2時に放送されているラジオ番組である。

## 概要
2010年12月に番組開始。ラジオドラマを中心に構成されている。

## パーソナリティ
映画監督の杉崎智介、女優・アーティストのReeSyaがパーソナリティを務める。
2011年4月より庄毛安那が加わった。

## ラジオドラマ
- 第1シリーズ - 「ReeSyaのしつけちゃうから～」
- 第2シリーズ - 「黒い館」

## 楽曲
当初は懐メロ中心であった。2011年4月からは洋楽が毎回選曲される。番組のテーマ曲を歌う古郡ひろみ、パーソナリティのReeSyaの楽曲も選曲されることが多い。

## テーマ曲
番組テーマ曲
古郡ひろみ『遠い日の歌』
ドラマエンディング曲
ReeSya 『Ultimate』